# 徳満駅
徳満駅（とくみつえき）は、かつて北海道天塩郡豊富町字徳満にあった北海道旅客鉄道（JR北海道）宗谷本線の駅（廃駅）である。事務管理コードは▲121845。駅番号はW75。

## 歴史

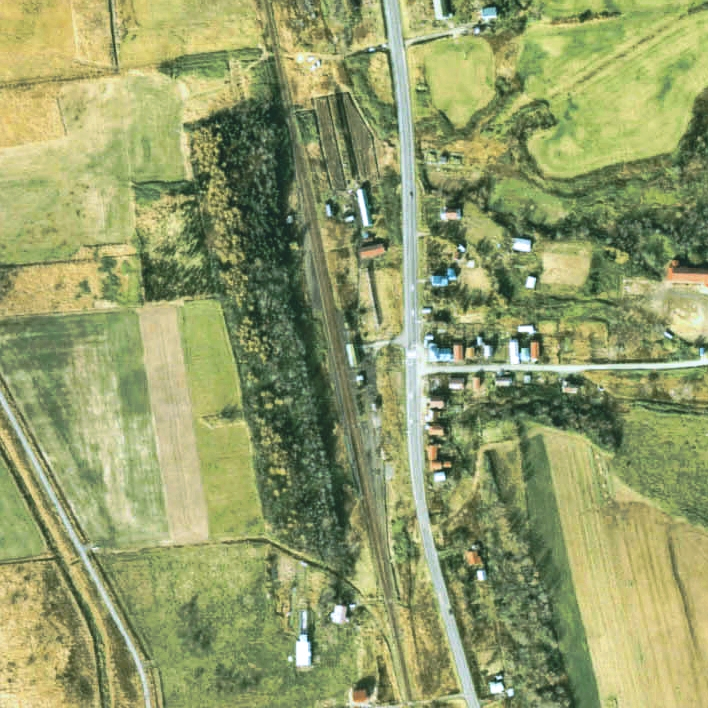
1977年の豊富駅と周囲約500m範囲。上が稚内方面。稚内側隣の廃止になった芦川駅と相似形で、千鳥式ホーム2面2線と駅舎横名寄側に貨物積卸場と引込み線がある。

- 1926年（大正15年）9月25日：鉄道省天塩線の駅として開業[3][4]。一般駅[1]。
- 1930年（昭和5年）4月1日：天塩線を宗谷本線に編入、それに伴い同線の駅となる[4]。
- 1949年（昭和24年）6月1日：公共企業体である日本国有鉄道に移管。
- 1977年（昭和52年）5月25日：貨物取扱い廃止[1]。
- 1984年（昭和59年）
  - 2月1日：荷物取扱い廃止[1][4]。
  - 11月10日：合理化により無人駅となる[新聞 2][4]。
- 1987年（昭和62年）4月1日：国鉄分割民営化により、北海道旅客鉄道（JR北海道）の駅となる[1][4]。
- 2016年（平成28年）3月26日：同日のダイヤ改正に伴う普通列車の減便で幌延駅 - 稚内駅間の普通列車が5往復から3往復となり、全普通列車が停車するようになる。それ以前は、夜間の上り普通列車が通過した。
- 2021年（令和3年）3月13日：利用者減少とダイヤ改正に伴い、廃止[JR北 1][JR北 2][新聞 1]。

### 駅名の由来
当駅の所在する地名はかつて「福満（ふくみつ）」であったが、駅の開業時すでに同音の城端線福光駅が存在したため、「徳満」と名前を変えて駅名にした。

## 駅構造
稚内駅管理の無人駅で、単式ホーム1面1線を有する地上駅であった。
かつては稚内方面に向かって右側に木造駅舎とその横の名寄寄りに貨物積卸場を設け、千鳥式ホーム2面2線を有する一般駅であった。無人化に伴い駅舎とは反対側のホームと線路の撤去が行われて棒線化された。開業時からの駅舎はその後も残っていたが、2000年7月に撤去され、その後はプレハブ建築の待合室と簡易なトイレが並べて置かれるのみとなっていた。
かつて駅員が配置されていた際には隣の豊富駅と共に語呂が良い（徳が満ちる・徳が満ちて豊かな富を得る）ために入場券や乗車券の人気があった。

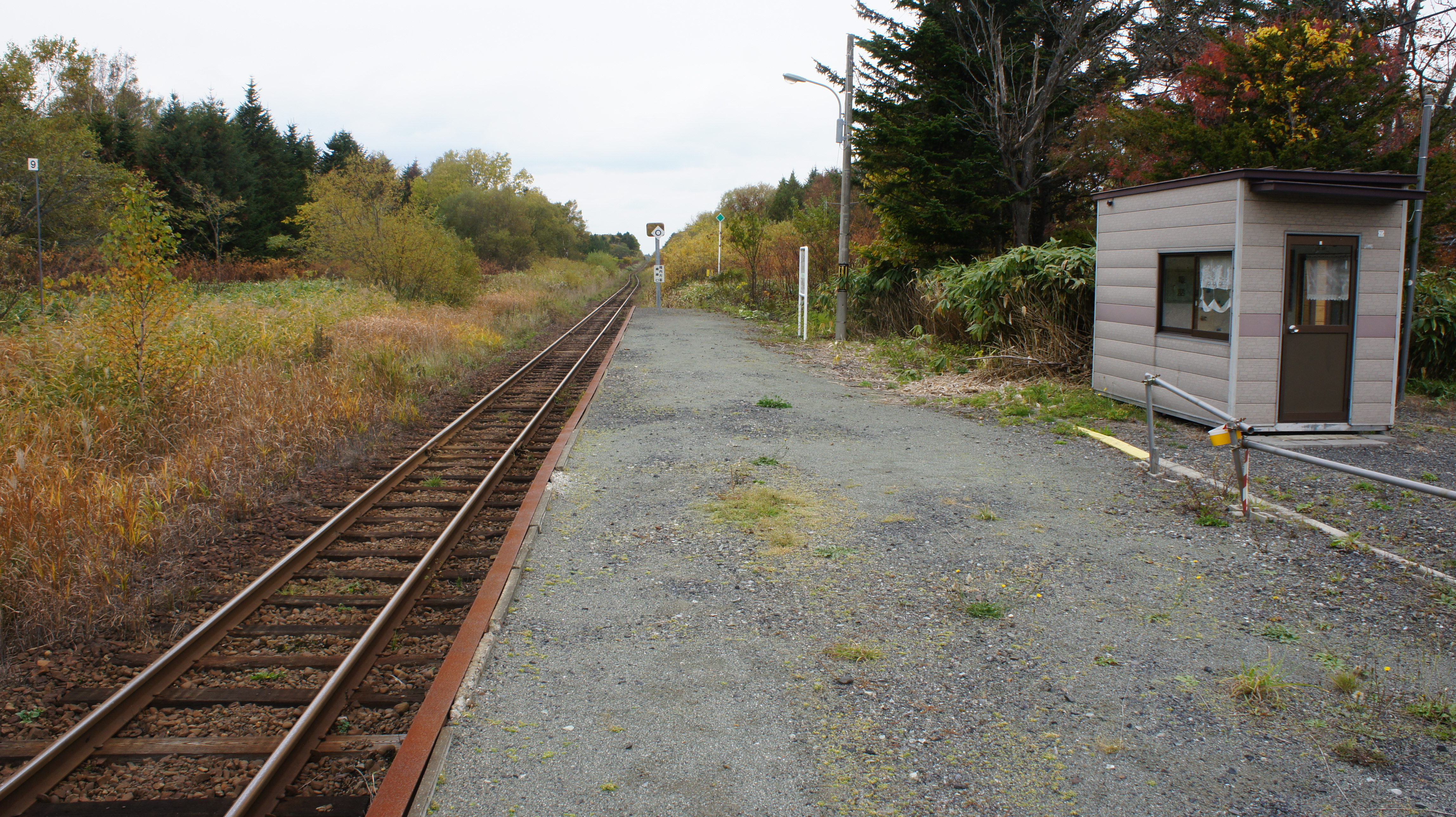
ホーム（2017年10月）
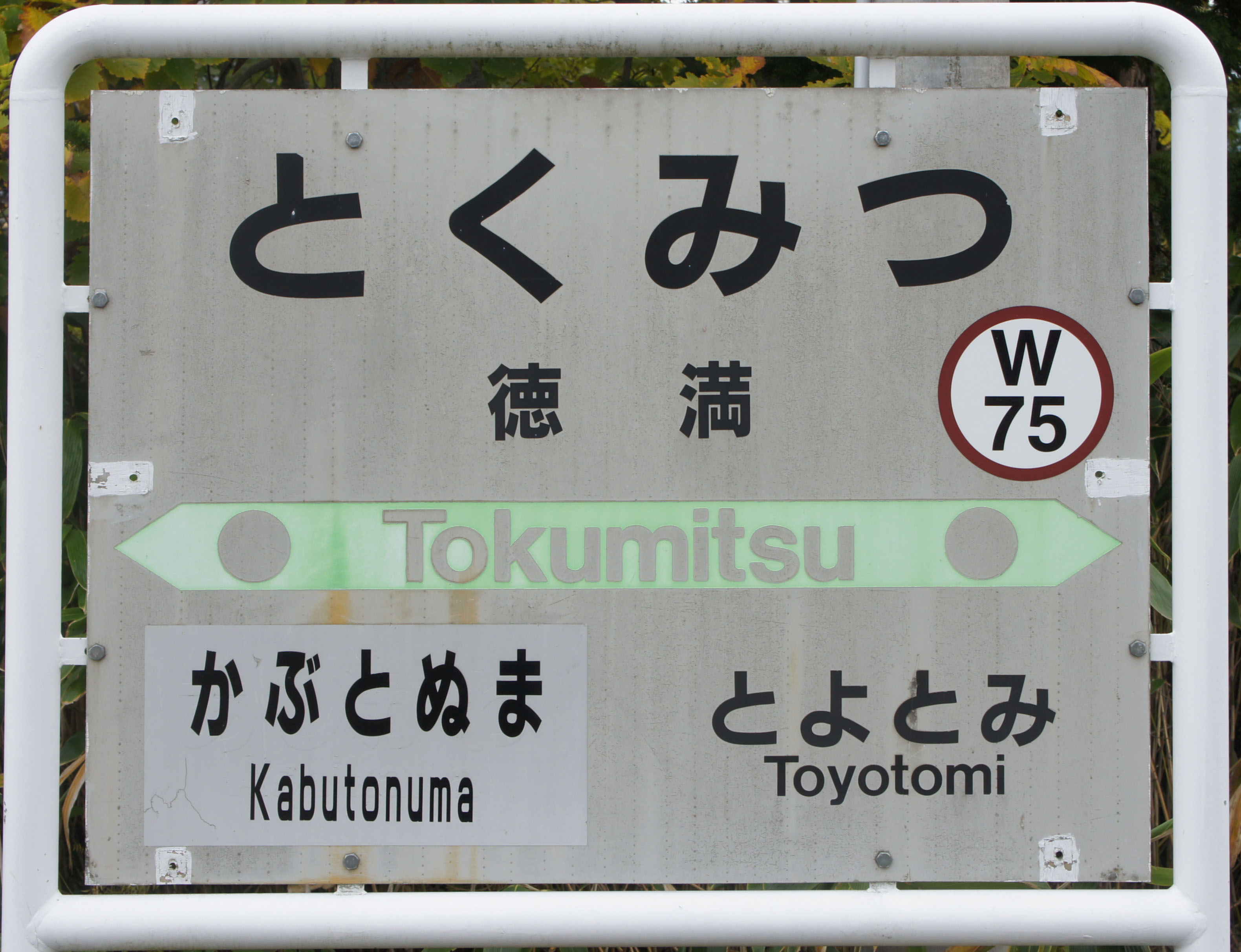
駅名標（2017年10月）

## 利用状況
乗車人員の推移は以下の通り。年間の値のみ判明している年度は日数割で算出した参考値を括弧書きで示す。出典が「乗降人員」となっているものについては1/2とした値を括弧書きで乗車人員の欄に示し、備考欄で元の値を示す。
また、「JR調査」については、当該の年度を最終年とする過去5年間の各調査日における平均である。
| 年度               | 乗車人員（人） | 乗車人員（人） | 乗車人員（人） | 出典       | 備考                |
| 年度               | 年間           | 1日平均        | JR調査         | 出典       | 備考                |
| ------------------ | -------------- | -------------- | -------------- | ---------- | ------------------- |
| 1978年（昭和53年） |                | 29             |                | [ 9 ]      |                     |
| 1992年（平成04年） |                | (3.0)          |                | [ 10 ]     | 一日平均乗降客数6人 |
| 2015年（平成27年） |                |                | 「10名以下」   | [ JR北 3 ] |                     |
| 2016年（平成28年） |                |                | 2.6            | [ JR北 4 ] |                     |
| 2017年（平成29年） |                |                | 1.6            | [ JR北 5 ] |                     |
| 2018年（平成30年） |                |                | 1.6            | [ JR北 6 ] |                     |
| 2019年（令和元年） |                |                | 1.2            | [ JR北 7 ] |                     |
| 2020年（令和02年） |                |                | 1.2            | [ JR北 8 ] |                     |

## 駅周辺
- 国道40号 - 駅前。
- 宮の台展望台 - 別名「徳満展望台」と呼ばれ、サロベツ原野が見渡せる。約0.8km。
- 徳満小学校跡
- 徳満会館（集会所、豊富町の災害時自主避難所に指定されている）

## 隣の駅
北海道旅客鉄道（JR北海道）
■宗谷本線（廃止時点）
豊富駅 (W74) - 徳満駅 (W75) - *芦川駅 - 兜沼駅 (W76)
*打消線は廃駅

### JR北海道
1. 1 2  『来春のダイヤ見直しについて』（PDF）（プレスリリース）北海道旅客鉄道、2020年12月9日。オリジナルの2020年12月9日時点におけるアーカイブ。2020年12月9日閲覧。
2. 1 2  『2021年3月ダイヤ改正について』（PDF）（プレスリリース）北海道旅客鉄道、2020年12月18日。オリジナルの2020年12月18日時点におけるアーカイブ。2020年12月18日閲覧。
3. ↑  “極端にご利用の少ない駅（3月26日現在）” (PDF). 平成28年度事業運営の最重点事項.   北海道旅客鉄道. p. 6 (2016年3月28日). 2017年9月25日閲覧。
4. ↑  “宗谷線（名寄・稚内間）” (PDF). 線区データ（当社単独では維持することが困難な線区）.   北海道旅客鉄道 (2017年12月8日). 2017年12月30日時点のオリジナルよりアーカイブ。2017年12月30日閲覧。
5. ↑  “宗谷線（名寄・稚内間）” (PDF).   北海道旅客鉄道 (2017年7月2日). 2017年12月30日時点のオリジナルよりアーカイブ。2018年7月13日閲覧。
6. ↑  “宗谷線（名寄・稚内間）” (PDF). 線区データ（当社単独では維持することが困難な線区）(地域交通を持続的に維持するために).   北海道旅客鉄道. p. 3 (2019年10月18日). 2019年10月18日時点のオリジナルよりアーカイブ。2019年10月18日閲覧。
7. ↑  “宗谷線（名寄・稚内間）” (PDF). 地域交通を持続的に維持するために > 輸送密度200人以上2,000人未満の線区（「黄色」8線区）.   北海道旅客鉄道. p. 3・4 (2020年10月30日). 2020年11月2日時点のオリジナルよりアーカイブ。2020年11月3日閲覧。
8. ↑  “駅別乗車人員  特定日調査（平日）に基づく”.   北海道旅客鉄道. 2022年8月3日時点のオリジナルよりアーカイブ。2022年8月14日閲覧。

### 新聞記事
1. 1 2  “18無人駅に「ありがとう」 JRダイヤ改正で廃止 住民やファン 各地で別れ”. 北海道新聞. (2021年3月13日).  オリジナルの2021年3月13日時点におけるアーカイブ。 2021年3月13日閲覧。
2. ↑  “「通報」●函館本線江部乙駅ほか49駅の駅員無配置について（旅客局）”. 鉄道公報 (日本国有鉄道総裁室文書課):  p. 1. (1984年11月9日)